# Derbi de Creta
El Derbi de Creta (en griego: Το Κρητικό Ντέρμπι), también llamado Derbi de Heraclión (en griego: Ηρακλειώτικο ντέρμπι) o La Batalla de Creta (en griego: Η Μάχη της Κρήτης); es el partido de fútbol que enfrenta al Ergotelis de Creta con el OFI Creta, los dos equipos que han representado a la ciudad de Heraclión en la Superliga de Grecia. Aunque el término Derbi de Creta hace referencia a cualquier enfrentamiento entre equipos de Creta, el encuentro entre Ergotelis y OFI es el más icónico al ser los dos equipos más exitosos de la isla, basada en hechos sociales y políticos.

## Historia

### Social
El primer partido entre ambos equipos fue un amistoso el 18 de agosto de 1929 y terminó con victoria para el Ergotelis por 1-0. Socialmente el Ergotelis representa a la clase alta de Heraclión ubicada en el interior de la ciudad mientras que el OFI está al oeste de la ciudad y representa a la clase trabajadora, además de que el OFI es el club más viejo de los dos por cuatro años de diferencia y los partidos en los años 1960 siempre fueron tema de discusión al ser considerado como evento social.

### Política
Históricamente luego de que terminara la temporada 1966−67 de la Beta Ethniki hizo que la relación entre ambos equipos se politizara. Ambos equipos jugaban en la misma liga, con el OFI terminando en tercer lugar y el Ergotelis de décimo, salvados del descenso. cuando la dictadura de los Coroneles toma el poder en 1967 pasa una ley, la cual decía que solo un equipo tenía el derecho de representar a cada ciudad en Grecia en el fútbol profesional. Por lo tanto, el Ergotelis fue descendido al nivel aficionado. Así mismo, los equipos que permanecieron en la Beta Ethniki obtuvieron el derecho de pedir el traspaso de los jugadores de los equipos descendidos. Como resultado, cinco jugadores del Ergotelis (Konstantinos Theodorakis, Dimitrios Papadopoulos, Manolis Stavroulakis, Konstantinos Zouraris y Georgios Skandalakis), fueron contratados por el OFI. Los dirigentes del OFI reportaron que los contratos fueron forzados a pesar de los esfuerzos del Ergotelis para renovar sus contratos. Hubo mucha tensión entre ambos equipos cuando una corte la dio la razón al Ergotelis, la cual fue revertida por la junta que controlaba la Federación Helénica de Fútbol, que finalmente aprobó los contratos del OFI con los jugadores traídos del Ergotelis así como el desalojo del Martinengo Stadium.
Al descenso directo del Ergotelis le siguió un incidente con la mesa directiva del club que permitío renovar al liberal compositor Mikis Theodorakis (voz clave contra el gobierno derechista) para hacer un concierto en el estadio del Ergotelis, el tradicional Nikos Kazantzakis Stadium en Martinengo, el 6 de agosto de 1966. Como contraataque, la junta marcó al Ergotelis como una organización antipatriota, acusando a sus dirigentes de «desviar las razones por las que fue electo, convirtiendo al equipo en un instrumento político, y a veces de antipatriótico». Actualmente los aficionados del Ergotelis la atribuyeron al club la desaparición de la realidad del fútbol griego por más de tres décadas tras en incidente, implicando un tratamiento preferencial de derecha en favor del OFI, que fue promovido a la Superliga de Grecia como en primer equipo de Creta un año antes (1968), luego de terminar segundo en la Beta Ethniki ese año. Las acusaciones se mantienen entre los aficionados de ambos equipos con el paso de los años.

### Fútbol
Como cualquier rivalidad de fútbol en Grecia, el derbi entre OFI-Ergotelis se mantiene como la mayor rivalidad en la ciudad de Heraclión a nivel profesional. Antes del inicio de la temporada profesional, los equipos se enfrentan por la Liga Regional de Creta, con el fin de ver cual es el más exitoso de Creta en la Copa de Grecia. Sin embargo, una serie de eventos llevó al Ergotelis al fútbol aficonado en 1967, por lo que ambos equipos quedaron en lados opuestos. Hoy el OFI es considerado como el club más exitoso de la isla, al ser el primer equipo en jugar en la Superliga de Grecia, cuando un año antes el Ergotelis fue desmantelado por la junta, y en 1976 iniciaron un camino de 33 años en la competición. Con un solo representante de Creta en la Superliga de Grecia por casi treinta años, el OFI atrajo una gran cantidad de aficionados de la isla, y actualmente es considerado como en más popular equipo de fútbol en Creta. Para añadir más prestigio, el OFI llegó a la final de la Copa de Grecia dos veces, siendo campeón en 1987, por lo que es el primer, y actualmente único equipo de Creta en ganar un título nacional. Además, fue subcampeón en la temporada 1985–86, con lo que actualmente es la mejor ubicación de un equipo de Creta en la liga, y el único equipo de la isla con relativa relevancia en la UEFA Europa League y el título de la Copa de los Balcanes en 1989.
En contraste el Ergotelis estuvo en las ligas regionales por 32 años, antes de hacer un explosivo regreso a partir de los años 2000 y obteniendo por primera vez el ascenso a la Super League en 2004. Marcando también el declive del OFI en esos años, mientras que el Ergotelis se establecía como la segunda fuerza en Heraclión, ganando la Beta Ethniki en 2005–06 y ascendiendo a costillas del declive de su rival. El Ergotelis sobrepasó al OFI entre 2008−11, haciendo que ambos equipos jugaran por primera vez en niveles diferentes, siendo el Ergotelis el único equipo de Heraclión en la Superliga de Grecia. An años recientes ambos equipos se declararon en Bancarrota y regresaron a la Gamma Ethniki antes de jugar en la Segunda División 2017–18, la primera vez en la liga desde la temporada 1966−67.
A diferencia de los otros derbis locales, la rivalidad entre OFI y Ergotelis raras veces ha sido de extrema intensidad, debido a que ambos equipos han jugado gran cantidad de partidos amistosos entre sí. Pero el primer partido entre ambos en 1929 fue abandonado por la violencia entre los jugadores al minuto 35.

## Jugadores
| Del Ergotelis al OFI - Konstantinos Theodorakis - Dimitrios Papadopoulos - Manolis Stavroulakis - Konstantinos Zouraris - Georgios Skandalakis - Vasilios Koutsianikoulis - Manolis Moniakis - Jean Marie Sylla - Patrick Ogunsoto - Dele Adeleye - Ioannis Kiliaras - Antonis Bourselis - Elton Calé - Angelos Chanti - Dimitrios Manos - Sergio Leal | Del OFI al Ergotelis - Kostas Chaniotakis - Charalabos Charalabakis - Iosif Daskalakis - Michail Fragoulakis - Andreas Skentzos - Labros Kefaloukos - Nikos Papadopoulos - Minas Pitsos - Vasilios Plousis - Manolis Roubakis - Konstantinos Stavrakakis - Gennadios Xenodochof - Manolis Rovithis | Entrenadores en ambos equipos - Myron Sifakis - Pavlos Dermitzakis - Giannis Petrakis - Ioannis Matzourakis - Giannis Chatzinikolaou - Nikki Papavasiliou |